# Poecilasthena oceanias
Poecilasthena oceanias är en fjärilsart som beskrevs av Edward Meyrick 1891. Poecilasthena oceanias ingår i släktet Poecilasthena och familjen mätare. Inga underarter finns listade i Catalogue of Life.